# رحیم‌آباد (ریوند، غرب)
رحیم‌آباد (ریوند)، روستایی از توابع بخش مرکزی شهرستان نیشابور در استان خراسان رضوی ایران است.

## جمعیت
این روستا در دهستان ریوند قرار دارد و براساس سرشماری مرکز آمار ایران در سال ۱۳۸۵، جمعیت آن ۳۰۵ نفر (۸۰خانوار) بوده‌است.